# Горлицький Лев Ізраїлевич
Лев Ізраїлевич Горлицький (1906—2003) — радянський конструктор бронетехніки. Лауреат двох Сталінських премій.

## Біографія
Народився 18 лютого (3 березня) 1906 року у селі Степанці (нині Черкаська область, Україна). У родині було шестеро дітей.
З семи років навчався у початковій школі, пізніше — у гімназії міста Богуслава. У 1920 році родина переїхала у Київ. Став працювати слюсарем-складальником і навчався у вечірній школі.
У 1927 році Горлицький поступив у Київський політехнічний інститут на факультет механіки. З третього курсу групуи студентів перевели у Ленінградський військово-механічний інститут, який він закінчив у 1932 році і був направлений в КБ-3 (артилерійське) на завод «Красний Путиловець».
У 1936 році призначається головним конструктором заводу № 7 у Ленінграді, але незабаром знову повертається на Ленінградський Кіровський Завод (ЛКЗ).
У 1939 році був заарештований за звинуваченням у шкідництві, але у 1940 році випущений (надалі також заарештовувався по «Ленінградській справі»).
У серпні 1940 року стає головним конструктором ЛКЗ у справах артилерії.
Під час Німецько-радянської війни у складі артилерійського КБ евакуюється до Свердловська на Уралмашзавод, де призначається заступником головного конструктора артилерійського озброєння Ф. Ф. Петрова. Після від'єднання артилерійського виробництва у самостійний завод № 9 НКВ у 1942 році він залишається на Уралмашзаводі начальником КБ (конструкторське бюро створено 20 жовтня 1942 року згідно з рішенням ДКО СРСР).
Після прибуття М. Д. Вернера із СТЗ стає його заступником та бере участь в організації виробництва танків Т-34 на Уралмашзаводі. У жовтні 1942 року очолив у КБ роботу по створенню самохідних артилерійських установок. З літа 1943 року — головний конструктор Уралмашу по самохідній артилерії.
Під його керівництвом були розроблені самохідні установки СУ-122, СУ-85, СУ-100 на базі танка Т-34, а також СУ-100П на оригінальному шасі і сімейство машин на її базі. Інженер-полковник (1945 рік).
У 1953 році повернувся до Ленінграда, де до виходу на пенсію у 1976 році працював провідним конструктором на ЛКЗ.
Помер 2 листопада 2003 року.

## Нагороди та премії
- орден Кутузова II ступеня
- орден Вітчизняної війни I ступеня
- два ордени Червоної Зірки
- орден «Знак Пошани»
- Сталінська премія другого ступеня (1943) — за створення нового виду артилерійського озброєння (СУ-122, СУ-85, СУ-100 на базі танка Т-34)
- Сталінська премія першого ступеня (1946) — за створення САУ